# Phtheochroa schreieri
Phtheochroa schreieri es una especie de polilla de la familia Tortricidae. 

## Distribución
Se encuentra en Turquía.